# 舍爾冰川
77°16′S 166°25′E / 77.267°S 166.417°E
舍爾冰川是南極洲的冰川，位於伯德山西部，從特拉赫特山和哈里森海崖以北，該冰川由新西蘭地質探險隊繪入地圖和命名。